# هانس إسر
هانس إسر (بالألمانية: Hans Esser)‏ هو مبارز بالسيف ألماني، (ولد في إسن في ألمانيا 1909 – 1988 م).

## وصلات خارجية
- هانس إسر على موقع أوليمبيديا (الإنجليزية)